# Maurice Beke
Maurice Henri Beke (ur. 1 listopada 1907 w Lille, zm. 15 lipca 1993 w Gandawie) – belgijski zapaśnik walczący w stylu wolnym. Olimpijczyk z Berlina 1936, gdzie zajął dziesiąte miejsce w wadze półciężkiej.
Jego brat Julien wystąpił na tym samym turnieju w kategorii półśredniej.

## Turniej wBerlinie 1936
| Konkurencja      | Walki               | Walki                 | Klas. końcowa |
| Konkurencja      | Przeciwnik I        | Przeciwnik II         | Miejsce       |
| ---------------- | ------------------- | --------------------- | ------------- |
| 87 kg styl wolny | Eddie Scarf (AUS) P | Erich Siebert (GER) P | 10.           |